# El Pobo
El Pobo (aragónul Lo Pobo) település Spanyolországban, Teruel tartományban. El Pobo Ababuj, Allepuz, Monteagudo del Castillo, Cedrillas, Peralejos és Escorihuela községekkel határos. Lakosainak száma 98 fő (2024).

## Népesség
A település népessége az utóbbi években az alábbiak szerint változott:
| Lakosok száma | 139  | 137  | 137  | 133  | 142  | 148  | 129  | 110  | 106  | 98   |
|               | 2001 | 2004 | 2007 | 2009 | 2012 | 2014 | 2017 | 2019 | 2022 | 2024 |